# 熱爾代茨河
熱爾代茨河（羅馬化：Zheldets）是烏克蘭的河流，位於該國西部，屬於拉塔河的支流，發源自科洛堅齊和維霍普尼之間，流經利沃夫州，河道全長43公里，流域面積227平方公里。